# Неутропенија
Неутропенија је хематолошка болест која се карактерише ниском концентрација неутрофила (врста белих крвних зрнаца) у крви. Како неутрофили чине већину циркулишућих белих крвних зрнаца и служе као примарна одбрана од инфекција уништавањем бактерија, фрагмената бактерија и вируса везаних за имуноглобулин у крви,  особе са неутропенијом су подложнији бактеријским инфекцијама. Уколико се оболелима од неутропеније не пружи хитне медицинске помоћи, стање може постати опасно по живот због неутропенична сепсе.
Неутропенија се може поделити на урођену и стечену, при чему су тешка урођена неутропенија (СЦН) и циклична неутропенија (ЦиН) аутозомно доминантне и углавном узроковане хетерозиготним мутацијама у ЕЛАНЕ гену (неутрофилна еластаза).
Према току и трајању болести неутропенија може бити акутна (привремена) или хронична (дуготрајна). Термин се понекад користи и као „леукопенија“ („дефицит у броју белих крвних зрнаца“).
Смањена производња неутрофила повезана је са недостатком витамина Б12 и фолне киселине, апластичном анемијом, туморима, лековима, метаболичком болешћу, недостацима у исхрани (укључујући минерале као што је бакар) и имунолошким механизмима. 
Начелно, најчешће оралне манифестације неутропеније укључују чир, гингивитис и пародонтитис. Агранулоцитоза се може представити као беличасти или сивкасти некротични чир у усној дупљи, без знакова упале. Стечена агранулоцитоза је много чешћа од урођеног облика. Уобичајени узроци стечене агранулоцитозе укључују лекове (нестероидне антиинфламаторне лекове, антиепилептике, антитиреоидне и антибиотике) и вирусне инфекције. Агранулоцитоза има стопу морталитета од 7-10%. Да би се ово стање лечило, препоручује се примена фактора стимулације колоније гранулоцита (Г-ЦСФ) или трансфузија гранулоцита и употреба антибиотика широког спектра за заштиту од бактеријских инфекција.